# PalaFerrarin
Il PalaFerrarin è il principale palazzo dello sport di Breganze in provincia di (VI). 
Il palasport è utilizzato dall'Hockey Breganze per la disputa delle partite casalinghe dal 1980 anno dell'inaugurazione dell'impianto.